# NGC 5669
NGC 5669 (другие обозначения — UGC 9353, MCG 2-37-21, ZWG 75.64, KUG 1430+101, IRAS14302+1006, PGC 51973) — спиральная галактика с перемычкой (SBc) в созвездии Волопас.
Этот объект входит в число перечисленных в оригинальной редакции «Нового общего каталога».
В галактике вспыхнула сверхновая SN 2013ab типа II, её пиковая видимая звездная величина составила 17,6.